# 升平路
升平路（英文：Shengping Road），是中国广东省汕头市金平区的一条街道，位于小公园，东起外马路，西至西堤海边。前一小段为南北走向，后段为东西走向。民国19年(1930年)铺成三合土路面，1948年铺成沥青路面。

## 交会道路
- 国平路
- 安平路
- 同平路
- 永平路
- 商平路
- 海平路